# غابرييل إسبانيا
غابرييل إسبانيا (بالإسبانية: Gabriel España)‏ هو لاعب كرة قدم مكسيكي في مركز الدفاع، ولد في 23 ديسمبر 1988 في Miguel Hidalgo, Mexico City ‏ في المكسيك. لعب مع نادي تشياباس.

## وصلات خارجية
- غابرييل إسبانيا على موقع قاعدة بيانات كرة القدم.إي يو (الإنجليزية)
- غابرييل إسبانيا على موقع Soccerway.com (الإنجليزية)